# Сатурн (премия, 2004)
30-я церемония награждения премии «Сатурн» за заслуги в области фантастики, фэнтези и фильмов ужасов за 2003 год состоялась 5 мая 2004 года в «Universal Sheraton Hotel» (Лос-Анджелес, Калифорния).

## Победители и номинанты
Победители указаны первыми и выделены жирным шрифтом.

## Игровое кино

### Лучший научно-фантастический фильм
- Люди Икс 2 / X2
  - Халк / Hulk
  - Лара Крофт Расхитительница гробниц: Колыбель жизни / Lara Croft Tomb Raider: The Cradle of Life
  - Матрица: Революция / The Matrix: Revolutions
  - Час расплаты / Paycheck
  - Терминатор 3: Восстание машин / Terminator 3: Rise of the Machines

### Лучший фильм-фэнтези
- Властелин колец: Возвращение короля / The Lord of the Rings: The Return of the King
  - Крупная рыба / Big Fish
  - Чумовая пятница / Freaky friday
  - Лига выдающихся джентльменов / The League of Extraordinary Gentlemen
  - Питер Пэн / Peter Pan
  - Пираты Карибского моря: Проклятие «Чёрной жемчужины» / Pirates of the Caribbean: The Curse of the Black Pearl

### Лучший фильм ужасов
- 28 дней спустя / 28 Days Later
  - Лихорадка / Cabin Fever
  - Пункт назначения 2 / Final Destination 2
  - Фредди против Джейсона / Freddy vs. Jason
  - Джиперс Криперс 2 / Jeepers Creepers 2
  - Техасская резня бензопилой / The Texas Chainsaw Massacre
  - Другой мир / Underworld

### Лучший приключенческий фильм, боевик или триллер
- Убить Билла. Фильм 1 / Kill Bill: Vol. 1
  - Холодная гора / Cold Mountain
  - Идентификация / Identity
  - Ограбление по-итальянски / The Italian Job
  - Последний самурай / The Last Samurai
  - Последний рейд / The Missing

### Лучший полнометражный мультфильм
- В поисках Немо / Finding Nemo
  - Братец медвежонок / Brother Bear
  - Луни Тюнз: Снова в деле / Looney Tunes: Back in Action
  - Синдбад: Легенда семи морей / Sinbad: Legend of the Seven Seas

### Лучший киноактёр
- Элайджа Вуд — «Властелин колец: Возвращение короля» (за роль Фродо Бэггинса)
  - Альберт Финни — «Крупная рыба» (за роль Эда Блума (в старости))
  - Том Круз — «Последний самурай» (за роль Нэйтана Олгрэна)
  - Вигго Мортенсен — «Властелин колец: Возвращение короля» (за роль Арагорна)
  - Джонни Депп — «Пираты Карибского моря: Проклятие „Чёрной жемчужины“» (за роль капитана Джека Воробья)
  - Криспин Гловер — «Уиллард» (за роль Уилларда Стайлса)

### Лучшая киноактриса
- Ума Турман — «Убить Билла. Фильм 1» (за роль Невесты / «Чёрной Мамбы»)
  - Джейми Ли Кёртис — «Чумовая пятница» (за роль Тесс Коулман)
  - Дженнифер Коннелли — «Халк» (за роль Бетти Росс)
  - Кейт Бланшетт — «Последний рейд» (за роль Магдалены Гилксон)
  - Джессика Бил — «Техасская резня бензопилой» (за роль Эйрин)
  - Кейт Бекинсэйл — «Другой мир» (за роль Селин)

### Лучший киноактёр второго плана
- Шон Астин — «Властелин колец: Возвращение короля» (за роль Сэмуайза Гэмджи)
  - Санни Тиба — «Убить Билла. Фильм 1» (за роль Хаттори Ханзо)
  - Кэн Ватанабэ — «Последний самурай» (за роль Кацумото)
  - Иэн Маккеллен — «Властелин колец: Возвращение короля» (за роль Гэндальфа)
  - Энди Серкис — «Властелин колец: Возвращение короля» (за роль Голлума/Смеагола)
  - Джеффри Раш — «Пираты Карибского моря: Проклятие „Чёрной жемчужины“» (за роль капитана Барбоссы)

### Лучшая киноактриса второго плана
- Эллен Дедженерес — «В поисках Немо» (за озвучивание Дори)
  - Люси Лью — «Убить Билла. Фильм 1» (за роль О-Рен Ишии)
  - Пета Уилсон — «Лига выдающихся джентльменов» (за роль Мины Харкер)
  - Миранда Отто — «Властелин колец: Возвращение короля» (за роль Эовин)
  - Кира Найтли — «Пираты Карибского моря: Проклятие „Чёрной жемчужины“» (за роль Элизабет Суонн)
  - Кристанна Локен — «Терминатор 3: Восстание машин» (за роль Терминатрикс)

### Лучший молодой киноактёр или киноактриса
- Джереми Самптер — «Питер Пэн» (за роль Питера Пэна)
  - Фрэнки Муниз — «Агент Коди Бэнкс» (за роль Коди Бэнкса)
  - Линдси Лохан — «Чумовая пятница» (за роль Анны Коулман)
  - Соскэ Икэмацу — «Последний самурай»
  - Дженна Бойд — «Последний рейд» (за роль Дот Гилксон)
  - Рэйчел Хёрд-Вуд — «Питер Пэн» (за роль Венди Дарлинг)

### Лучший режиссёр
- Питер Джексон за фильм «Властелин колец: Возвращение короля»
  - Дэнни Бойл — «28 дней спустя»
  - Квентин Тарантино — «Убить Билла. Фильм 1»
  - Эдвард Цвик — «Последний самурай»
  - Гор Вербински — «Пираты Карибского моря: Проклятие „Чёрной жемчужины“»
  - Брайан Сингер — «Люди Икс 2»

### Лучший сценарий
- Фрэн Уолш, Филиппа Бойенс и Питер Джексон — «Властелин колец: Возвращение короля»
  - Алекс Гарленд — «28 дней спустя»
  - Эндрю Стэнтон, Боб Питерсон и Дэвид Рейнольдс — «В поисках Немо»
  - Хизер Хэч и Лесли Диксон — «Чумовая пятница»
  - Квентин Тарантино — «Убить Билла. Фильм 1»
  - Дэн Харрис и Майкл Догерти — «Люди Икс 2»

### Лучшая музыка
- Говард Шор — «Властелин колец: Возвращение короля»
  - Томас Ньюман — «В поисках Немо»
  - Дэнни Эльфман — «Халк»
  - Джерри Голдсмит — «Луни Тюнз: Снова в деле»
  - Клаус Бадельт — «Пираты Карибского моря: Проклятие „Чёрной жемчужины“»
  - Джон Оттман — «Люди Икс 2»

### Лучшие костюмы
- Пенни Роуз — «Пираты Карибского моря: Проклятие „Чёрной жемчужины“»
  - Жаклин Уэст — «Лига выдающихся джентльменов»
  - Найла Диксон и Ричард Тейлор — «Властелин колец: Возвращение короля»
  - Ким Барретт — «Матрица: Революция»
  - Джанет Паттерсон — «Питер Пэн»
  - Луиз Мингенбах — «Люди Икс 2»

### Лучший грим
- Ричард Тейлор и Питер Кинг — «Властелин колец: Возвращение короля»
  - Рик Бейкер, Билл Корсо и Робин Л. Нил — «Особняк с привидениями»
  - Ве Нилл и Мартин Сэмюэл — «Пираты Карибского моря: Проклятие „Чёрной жемчужины“»
  - Джефф Доун и Джон Розенгрант — «Терминатор 3: Восстание машин»
  - Трефор Проуд и Балаш Новак — «Другой мир»
  - Гордон Дж. Смит — «Люди Икс 2»

### Лучшие спецэффекты
- Джим Ригель, Джо Леттери, Рэндолл Уильям Кук и Алекс Функе — «Властелин колец: Возвращение короля»
  - Деннис Мьюрен, Эдвард Хирш, Колин Брэйди и Майкл Лантьери — «Халк»
  - Джон Гаэта, Ким Либрери, Джордж Мёрфи и Крэйг Хэйес — «Матрица: Революция»
  - Джон Нолл, Хэл Т. Хикел, Терри Д. Фрази и Чарльз Гибсон — «Пираты Карибского моря: Проклятие „Чёрной жемчужины“»
  - Пабло Хелман, Дэнни Гордон Тейлор, Аллен Холл и Джон Розенгрант — «Терминатор 3: Восстание машин»
  - Майкл Л. Финк, Ричард Э. Холландер, Стивен Розенбаум и Майк Везина — «Люди Икс 2»

## Телевизионные награды
| Категории                                               | Лауреаты и номинанты                                                             | Лауреаты и номинанты                                                                        |
| ------------------------------------------------------- | -------------------------------------------------------------------------------- | ------------------------------------------------------------------------------------------- |
| Лучший телесериал, сделанный для эфирного телевидения   | • Ангел / Angel                                                                  | • Ангел / Angel                                                                             |
| Лучший телесериал, сделанный для эфирного телевидения   | • C.S.I.: Место преступления / CSI: Crime Scene Investigation                    |                                                                                             |
| Лучший телесериал, сделанный для эфирного телевидения   | • Шпионка / Alias                                                                |                                                                                             |
| Лучший телесериал, сделанный для эфирного телевидения   | • Баффи — истребительница вампиров / Buffy the Vampire Slayer                    |                                                                                             |
| Лучший телесериал, сделанный для эфирного телевидения   | • Звёздный путь: Энтерпрайз / Star Trek: Enterprise                              |                                                                                             |
| Лучший телесериал, сделанный для эфирного телевидения   | • Тайны Смолвилля / Smallville                                                   |                                                                                             |
| Лучший телесериал, сделанный для кабельного телевидения | • Звёздные врата: SG-1 / Stargate SG-1                                           | • Звёздные врата: SG-1 / Stargate SG-1                                                      |
| Лучший телесериал, сделанный для кабельного телевидения | • Андромеда / Andromeda                                                          |                                                                                             |
| Лучший телесериал, сделанный для кабельного телевидения | • Карнавал / Carnivàle                                                           |                                                                                             |
| Лучший телесериал, сделанный для кабельного телевидения | • Мёртвые, как я / Dead Like Me                                                  |                                                                                             |
| Лучший телесериал, сделанный для кабельного телевидения | • Мёртвая зона / The Dead Zone                                                   |                                                                                             |
| Лучший телесериал, сделанный для кабельного телевидения | • На краю Вселенной / Farscape                                                   |                                                                                             |
| Лучшая телепостановка                                   | • Звёздный крейсер «Галактика» / Battlestar Galactica                            | • Звёздный крейсер «Галактика» / Battlestar Galactica                                       |
| Лучшая телепостановка                                   | • Дети Дюны / Children of Dune                                                   |                                                                                             |
| Лучшая телепостановка                                   | • Властелин легенд / Dreamkeeper                                                 |                                                                                             |
| Лучшая телепостановка                                   | • Звёздные войны: Войны клонов / Star Wars: Clone Wars                           |                                                                                             |
| Лучшая телепостановка                                   | • Дневник Елены Римбауер / The Diary of Ellen Rimbauer                           |                                                                                             |
| Лучшая телепостановка                                   | • Боги речного мира / Riverworld                                                 |                                                                                             |
| Лучший телеактёр                                        |                                                                                  | • Дэвид Борианаз — «Ангел» (за роль Ангела)                                                 |
| Лучший телеактёр                                        | • Майкл Вартан — «Шпионка» (за роль Майкла Вона)                                 |                                                                                             |
| Лучший телеактёр                                        | • Скотт Бакула — «Звёздный путь: Энтерпрайз» (за роль капитана Джонатана Арчера) |                                                                                             |
| Лучший телеактёр                                        | • Том Уэллинг — «Тайны Смолвилля» (за роль Кларка Кента)                         |                                                                                             |
| Лучший телеактёр                                        | • Ричард Дин Андерсон — «Звёздные врата: SG-1» (за роль Джека О’Нилла)           |                                                                                             |
| Лучший телеактёр                                        | • Майкл Шэнкс — «Звёздные врата: SG-1» (за роль Дэниела Джексона)                |                                                                                             |
| Лучшая телеактриса                                      | Эмбер Тэмблин                                                                    | • Эмбер Тэмблин — «Новая Жанна Д’Арк» (за роль Джоан Жирарди)                               |
| Лучшая телеактриса                                      | Эмбер Тэмблин                                                                    | • Дженнифер Гарнер — «Шпионка» (за роль Сидни Бристоу)                                      |
| Лучшая телеактриса                                      | Эмбер Тэмблин                                                                    | • Сара Мишель Геллар — «Баффи — истребительница вампиров» (за роль Баффи Саммерс)           |
| Лучшая телеактриса                                      | Эмбер Тэмблин                                                                    | • Эллен Муф — «Мёртвые, как я» (за роль Джорджии «Джордж» Ласс)                             |
| Лучшая телеактриса                                      | Эмбер Тэмблин                                                                    | • Кристин Кройк — «Тайны Смолвилля» (за роль Ланы Лэнг)                                     |
| Лучшая телеактриса                                      | Эмбер Тэмблин                                                                    | • Элайза Душку — «Вернуть из мёртвых» (за роль Тру Дэвис)                                   |
| Лучший телеактёр второго плана                          |                                                                                  | • Джеймс Марстерс — «Баффи — истребительница вампиров» и «Ангел» (за роль Спайка)           |
| Лучший телеактёр второго плана                          | • Виктор Гарбер — «Шпионка» (за роль Джека Бристоу)                              |                                                                                             |
| Лучший телеактёр второго плана                          | • Алексис Денисоф — «Ангел» (за роль Уэсли Уиндем-Прайса)                        |                                                                                             |
| Лучший телеактёр второго плана                          | • Ник Стал — «Карнавал» (за роль Бена Хокинса)                                   |                                                                                             |
| Лучший телеактёр второго плана                          | • Джон Гловер — «Тайны Смолвилля» (за роль Лайонела Лютора)                      |                                                                                             |
| Лучший телеактёр второго плана                          | • Майкл Розенбаум — «Тайны Смолвилля» (за роль Лекса Лютора)                     |                                                                                             |
| Лучшая телеактриса второго плана                        | Эми Эккер                                                                        | • Эми Эккер — «Ангел» (за роль Фрэд Бёркл)                                                  |
| Лучшая телеактриса второго плана                        | Эми Эккер                                                                        | • Каризма Карпентер — «Ангел» (за роль Корделии Чейз)                                       |
| Лучшая телеактриса второго плана                        | Эми Эккер                                                                        | • Кэти Сакхофф — «Звёздный крейсер „Галактика“» (за роль лейтенанта Кары Трейс («Старбак»)) |
| Лучшая телеактриса второго плана                        | Эми Эккер                                                                        | • Джолин Блэлок — «Звёздный путь: Энтерпрайз» (за роль субкоммандера Т’Пол)                 |
| Лучшая телеактриса второго плана                        | Эми Эккер                                                                        | • Виктория Пратт — «Мутанты Икс» (за роль Шалимар Фокс)                                     |
| Лучшая телеактриса второго плана                        | Эми Эккер                                                                        | • Аманда Таппинг — «Звёздные врата: SG-1» (за роль Саманты Картер)                          |

## DVD

### Лучшее DVD-издание фильма
- Бионикл: Маска света / Bionicle: Mask of Light
  - Анатомия 2[нем.] / Anatomie 2
  - Попутчик 2 / The Hitcher II: I’ve Been Waiting
  - Трасса 60 / Interstate 60
  - Мэй / May
  - Актриса тысячелетия / Sennen joyû / 千年女優

### Лучшее специальное DVD-издание
- Властелин колец: Две крепости / The Lord of the Rings: The Two Towers (расширенная версия)
  - Чёрный ястреб / Black Hawk Down
  - В поисках Немо / Finding Nemo
  - Гарри Поттер и Тайная комната / Harry Potter and the Chamber of Secrets
  - Идентификация / Identity
  - Пираты Карибского моря: Проклятие «Чёрной жемчужины» / Pirates of the Caribbean: The Curse of the Black Pearl

### Лучшее DVD-издание классического фильма
- Приключения Робина Гуда / The Adventures of Robin Hood (1938)
  - 20 000 лье под водой / 20,000 Leagues Under the Sea (1954)
  - Однажды на Диком Западе / C’era una volta il West (1968)
  - Глубокой ночью / Dead of Night (1945)
  - Король Лев / The Lion King (1994)
  - Дорожные игры[англ.] / Roadgames (1981)

### Лучший DVD-сборник
- Приключения Индианы Джонса — DVD-Коллекция (в сборник вошли: «В поисках утраченного ковчега», «Храм судьбы», «Последний крестовый поход»)
  - Таинственный театр 3000 года — Коллекция (Vol. 2-4)
  - Коллекция Лона Чейни (в сборник вошли: «Туз червей» (1921), «Неизвестный» (1927), «Смейся, клоун, смейся» (1928), «Lon Chaney: A Thousand Faces» (TV 2000))
  - Чужой: Квадрология («Чужой», «Чужие», «Чужой³», «Чужой: Воскрешение»)
  - Джек Райан: Специальное издание — DVD-Коллекция (в сборник вошли: «Охота за „Красным октябрём“», «Игры патриотов», «Прямая и явная угроза», «Цена страха»)
  - Люди Икс — Коллекция (в сборник вошли: «Люди Икс», «Люди Икс 2»)

### Лучшее DVD-издание телесериала
- Светлячок / Firefly
  - Звёздный крейсер «Галактика» / Battlestar Galactica (сериал 1978-79)
  - Удивительные странствия Геракла / Hercules: The Legendary Journeys (1-2 сезон)
  - Звёздный путь: Глубокий космос 9 / Star Trek: Deep Space Nine (сезоны: 1-7)
  - Похищенные / Taken
  - Умник / Wiseguy (1-й сезон, части: 1-2)

## Специальные награды

### Cinescape Genre Face of the Future Award
| - Мелисса Джордж — «Шпионка» - Рейко Эйлсворт — «24 часа» - Серина Винсент — «Лихорадка» - Габриэль Юнион — «От колыбели до могилы», «Плохие парни 2» - Курияма Тиаки — «Убить Билла. Фильм 1» - Кира Найтли — «Пираты Карибского моря: Проклятие „Чёрной жемчужины“» | - Скотт Спидмэн — «Другой мир» - Джеймс Бэдж Дейл — «24 часа» - Кристофер Горэм — «Джейк 2.0» (эпизод: (#1.1) «Техник» / The Tech) - Джейсон Риттер — «Фредди против Джейсона» - Клэйтон Уотсон — «Матрица: Перезагрузка», «Матрица: Революция» - Шейн Уэст — «Лига выдающихся джентльменов» |

### Filmmaker’s Showcase Award
- Элай Рот — One of the new voices in horror filmmaking, writer/director Eli Roth debuted in the world of film with a bang. His film, Cabin Fever proved to be one of the most successful independently-financed film releases of 2003. This award is given to a filmmaker who has made an indelible mark in quality genre filmmaking.

### Visionary Award
- Пол Аллен — Investor and Philanthropist Paul G. Allen creates and advances world-class projects that change and improve the way people live, learn, work, and experience the world through arts, education, entertainment and technology. He co-founded Microsoft with Bill Gates in 1976 and remained the company’s chief technologist until he left in 1983. He is Founder/Chairman of Vulcan, Inc. and Chairman of Charter Communications. He gives back to the community through his six various foundations. This summer, he will open a museum, The Science Fiction Experience, which will inspire appreciation of science fiction’s history, creativity, and contribution. The museum is based in Seattle. We honor Paul G. Allen this year for his pioneering efforts in software development and philanthropic causes.

### Премия Джорджа Пала
- Ридли Скотт — One of our generation’s finest filmmakers, Ridley began his career as a set designer for the BBC in the 60’s. He soon became a television director working on such Brit shows as Z Cars. He soon began his own company and showed his talent in directing innovative commercials in the 70’s. He directed his first film, The Duellists, in 1977. He would follow this up with Alien and Blade Runner which are both considered groundbreaking works of the genre. Other classic films directed by Ridley include: Legend, Black Rain, Gladiator, Hannibal and Black Hawk Down. He is considered a legend in the genres we honor.

### Премия за достижения в карьере
- Блейк Эдвардс — A producer/director/writer, Blake Edwards has had a distinguished career beginning in the 40’s as an actor (Strangler of the Swamp). He turned to writing radio scripts and soon found himself working at Columbia. He turned his writing skill to producing and directing. Some of his best films include: Experiment in Terror, The Great Race, and the hugely successful Pink Panther Film Series (with the British comic Peter Sellers). He is most renowned for his serious work, Breakfast at Tiffany’s and Days of Wine and Roses.

### Премия за пожизненные достижения
- Джон Уильямс — Considered one of the great composers of our lifetime, John Williams has been writing music for over 40 years. He began by playing piano at 20th Century Fox in 1956. He quickly moved up to writing music for such television shows as Gilligan’s Island, Lost in Space, The Time Tunnel and Land of the Giants. He composed his first feature film in 1967 with Valley of the Dolls (which was nominated for an Academy Award). His body of work includes Jaws, E.T.: The Extra-Terrestrial, the Star Wars trilogy, Superman and the recent Harry Potter films. For years he’s captivated live audiences as the conductor for the Boston Pops.

### Президентская премия
- Гэйл Энн Хёрд — Gale Anne Hurd is one of the finest producers working in film today. Her efforts in nurturing new young talent is well known in the industry. She is a Phi Beta Kappa graduate of Stanford University. She began working for Roger Corman in 1977 and learned much about the industry. She collaborated with James Cameron on four masterpieces of the genre: The Terminator, Aliens, The Abyss and Terminator 2: Judgment Day. She has produced many successful films including: Armageddon, The Relic, Cast a Deadly Spell and Hulk. She receives this award for her dedication to quality genre entertainment and follows in the tradition set down by our Academy’s Founder, Dr. Donald A. Reed.